# Плуващи раци
Плуващите раци (Portunidae) са семейство висши ракообразни от разред Десетоноги (Decapoda).
Таксонът е описан за пръв път от Константен Самюел Рафинеск през 1815 година.

## Родове
Подсемейство Achelouinae Spiridonov, 2020
- Achelous De Haan, 1833

Подсемейство Caphyrinae Guérin, 1832
- Caphyra Guérin, 1832
- Coelocarcinus Edmondson, 1930
- Lissocarcinus Adams & White, 1849

Подсемейство Carupinae Paulson, 1875
- Carupa Dana, 1851
- Catoptrus A. Milne-Edwards, 1870
- Kume Naruse & Ng, 2012
- Laleonectes Manning & Chace, 1990
- Libystes A. Milne-Edwards, 1867
- Pele Ng, 2011
- Richerellus Crosnier, 2003

Подсемейство Coelocarcininae Števćić, 1991
- Coelocarcinus Edmondson, 1930

Подсемейство Lupocyclinae Alcock, 1899
- Lupocycloporus Alcock, 1899
- Lupocyclus Adams & White, 1849

Подсемейство Necronectinae Glaessner, 1928
- Scylla De Haan, 1833

Подсемейство Podophthalminae Dana, 1851
- Euphylax Stimpson, 1860
- Podophthalmus Lamarck, 1801
- Vojmirophthalmus Števčić, 2011

Подсемейство Portuninae Rafinesque, 1815
- Alionectes Koch, Spiridonov & Ďuriš, 2022
- Allomonomia Koch, Spiridonov & Ďuriš, 2022
- Arenaeus Dana, 1851
- Atoportunus Ng & Takeda, 2003
- Callinectes Stimpson, 1860
- Carupella Lenz in Lenz & Strunck, 1914
- Cavoportunus Nguyen & Ng, 2010
- Cycloachelous Ward, 1942
- Eodemus Koch, Spiridonov & Ďuriš, 2022
- Incultus Koch, Spiridonov & Ďuriš, 2022
- Monomia Gistel, 1848
- Portunus Weber, 1795
- Sanquerus Manning, 1989
- Trionectes Koch, Spiridonov & Ďuriš, 2022
- Xiphonectes A. Milne-Edwards, 1873

Подсемейство Thalamitinae Paulson, 1875
- Caphyra Guérin, 1832
- Charybdis De Haan, 1833
- Cronius Stimpson, 1860
- Gonioinfradens Leene, 1938
- Goniosupradens Davie, 2002
- Lissocarcinus Adams & White, 1849
- Thalamita Latreille, 1829
- Thalamitoides A. Milne-Edwards, 1869
- Zygita